# یوزف موراوچیک
یوزف موراوچیک (انگلیسی: Jozef Moravčík؛ زادهٔ ۱۹ مارس ۱۹۴۵) یک سیاست‌مدار و دیپلمات اهل اسلواکی است. وی از مارس تا دسامبر ۱۹۹۴ نخست‌وزیر این کشور بود.